# Слухов апарат
Слуховият апарат е компактно електронно устройство, създадено в помощ на хората с увреден слух. Носи се на тялото, във или зад ухото и служи за усилване на звука, който приема и предава към вътрешното ухо.
Преди Индустриалната революция като слухови апарати служат разнообразни приспособления, измислени според изискванията на определен пациент. Някои от първите слухови апарати са описани от Джованни Батиста Порта през 1588 година. Те били дървени и във формата на ушите на животни, известни с добрия си слух. Използвала се и специална фуния, чийто тънък край тежкочуващият слагал в ухото си, а събеседниците му говорели в широкия ѝ край.
Електрическите слухови апарати се появяват в началото на 20 век. Модерните слухови апарати са цифрови или аналогови, програмируеми според типа и степента на слуховата загуба на пациента, съвместими с ежедневната аудио и видео електроника. Според възможностите си съвременните многоканални модели могат да работят в нелинеен режим, както и да разпознават говора и да увеличават разбираемостта на речта и едновременно с това да потискат околния шум.